# Universidad de Swansea
La Universidad de Swansea (Galés: Prifysgol Abertawe) es una universidad situada en Swansea, Gales, Reino Unido. La Universidad de Swansea fue fundada, como Escuela Universitaria de Swansea, en 1920. como la cuarta escuela de la Universidad de Gales. En 1996 cambió su nombre a Universidad de Gales, Swansea después de cambios estructurales dentro de la Universidad de Gales. El nuevo título de Universidad de Swansea fue adoptado formalmente el 1 de septiembre de 2007 cuando la Universidad de Gales se convirtió en una institución confederal y los miembros antiguos se hicieron universidades por propio derecho.
Es la tercera universidad más grande de Gales en cuanto al número de estudiantes. El campus de la universidad está situado junto a la costa al norte de la bahía de Swansea, al este de la península de Gower, en los jardines Parque Singleton, justo fuera del centro de la ciudad de Swansea. Swansea fue otorgado sus propios poderes conceder carreras en 2005 en prevención de posibles cambios dentro de la Universidad de Gales.
Swansea y la Universidad de Cardiff compiten en un partido universitario anual, conocido como la versión galesa del evento Oxbridge, que incluye el rugby Universitario galés y La Regata Galesa.

## Dirección y estructura
Swansea recibió su cédula real en 1920 y, como muchas universidades, lo gobierna su constitución que está establecida en sus estatutos. El consejo de administración de la Universidad de Swansea es su Concilio, que, en cambio, se apoya por el rectorado y el tribunal.
- El Concilio consiste en 29 miembros, incluso el Rector, los Pro-cancilleres, el Vicecanciller, el Tesorero, los Pro-vicecancilleres, el personal y los estudiantes, representación del ayuntamiento y la mayoría son miembros legos. El concilio es responsable de todas las actividades de la Universidad y tiene una estructura de comité bien desarrollada para ayudar a descargar sus poderes y los deberes.
- El Senado consiste en 200 miembros, la mayoría de los cuales son académicos pero también incluye representantes de la Unión de los Estudiantes y de la Unión de Deportes. El senado lo preside el Vicecanciller, que es el director de los asuntos académicos y administrativos de la universidad. El senado es el cuerpo académico principal de la universidad y es responsable de la enseñanza y la investigación.
- El Tribunal consiste en más de 300 miembros, que representa a los depositarios en la universidad e incluyen instituciones tanto locales como nacionales. Él se reúne anualmente para discutir el informe anual de la universidad y sus estados financieros, además de discutir los asuntos actuales de la educación superior

## Estructura académica

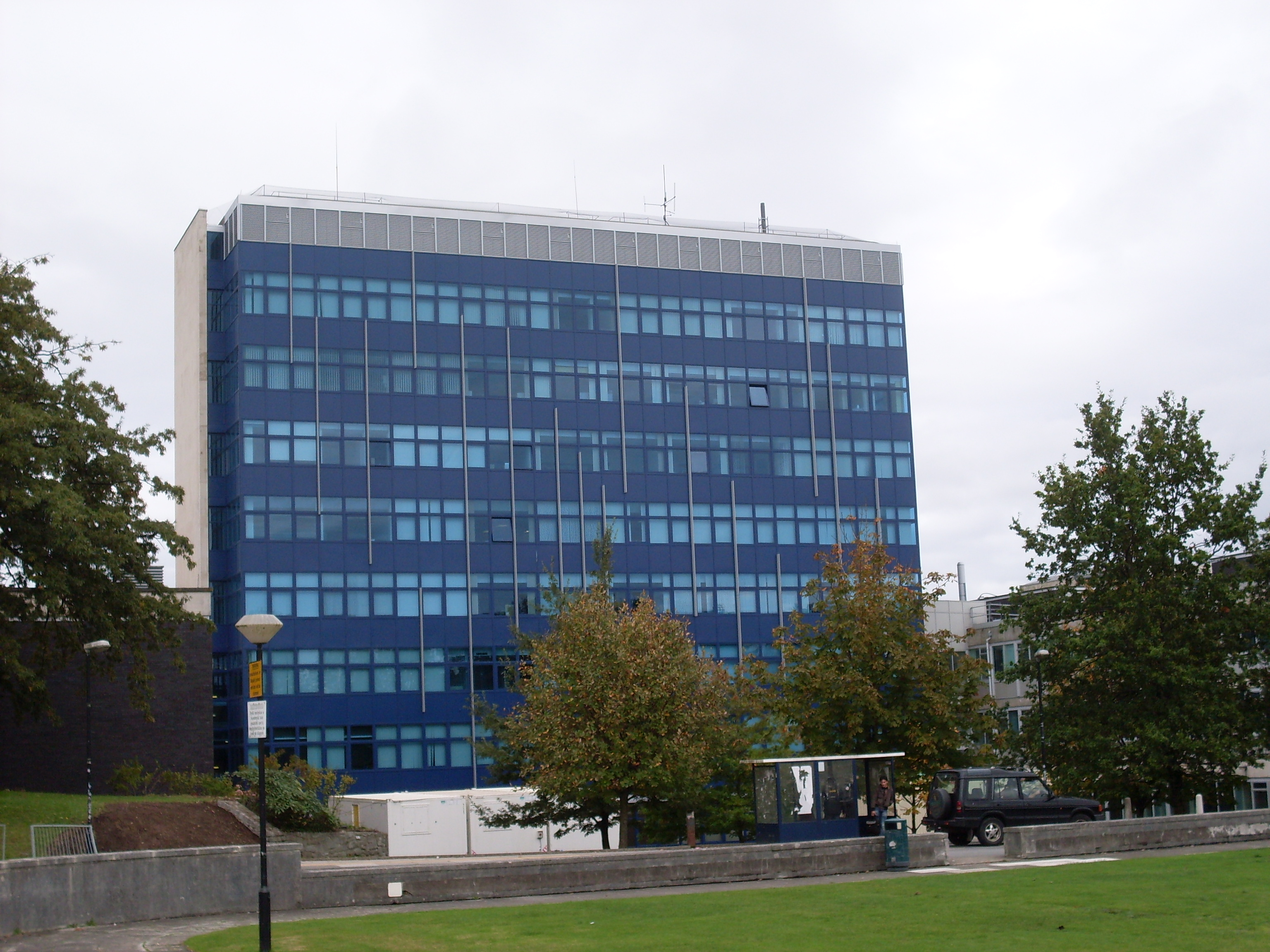
La Torre de Faraday, el edificio de las escuelas de Ingeniería y de Ciencias Físicas.

Los departamentos académicos de la Universidad de Swansea se dividen en 8 escuelas:
- La Facultad de Artes y Humanidades: los Estudios Americanos; Historia Antigua y Egiptología; Lingüística Aplicada; Clásicas; Cymraeg/galés; inglés; francés; alemán; Historia; italiano; Estudios Medievales; Estudios de los Medios de Comunicación; la Política & Relaciones Internacionales; Filosofía, Políticos y Económicas; Estudios español-hispanos, Traducción, Guerra y Sociedad
- La Facultad de Empresariales y Económicas: los departamentos de Empresariales y Económicas
- La Facultad de Estudios Medioambientales y Sociedad: Ciencias Biológicas, Geografía, Centro para Estudios de Desarrollo, Sociología y Antropología
- La Facultad de Ciencias Humanas y Sanitarias: Estudios del adulto, Estudios Biomédicos, Estudios de Salud de Niños, Estudios Clínicos, Cuidado Crítico y de Emergencia, Estudios de eSalud, Estudios de Economía de la Salud y Política de la Salud, Partería y Estudios de Género, Estudios de Salud Mental, Humanidades de Filosofía y Derecho de la Asistencia Sanitaria, Atención Primaria, Salud Pública y Gente Mayor, Psicología, Estudios Sociales Aplicados, Estudios de Niñez, Ciencias de los Deportes
- Facultad de Ingeniería: Ingeniería Aeroespacial, Ingeniería Química y Biológica, Ingeniería Civil, Ingeniería Eléctrica y Electrónica, Informática, Ingeniería de Materiales, Ingeniería Mecánica, Ingeniería Médica, Nanotecnología, Diseño de Productos
- Facultad de Medicina: Medicina para licenciados, Centro para Información Sanitaria, Investigación y Evaluación, Instituto de Ciencias biológicas, Investigación Biomédica, los Grupos de Bioquímica y Genética
- Facultad de Derecho: Derecho Marítimo Internacional, Derecho Comercio y Mercantil, Negocios y La Ley. Curso de Ejercer Derecho, Diploma de Derecho para Licenciados, Derecho de Comercio y Transporte Internacional, El Centro de Derecho y Políticas Medioambientales y de Energía, Licenciatura en Derecho
- Facultad de Ciencias Físicas: Ciencias de la Computación, Matemáticas y Física

### Investigación
Swansea es una universidad de investigación intensiva con 52 Centros de Investigación. Las 2008 clasificaciones de Ejercicio de Evaluación de Investigación (o RAE por sus siglas inglesa Research Assessment Exercise) mostraron que la cantidad de investigación de vanguardia en Swansea se dobló y tuvo el mayor aumento en la investigación reconocida internacionalmente en todo el Reino Unido. Esto hizo que la Universidad de Swansea subiera 13 lugares en las clasificaciones británicas entre 2001 y 2008. Casi el 50 por ciento de toda la investigación realizada en la Universidad de Swansea consiguió reconocimiento internacional - 4* y 3*- las dos categorías mejores de evaluación.
Dentro de Gales, fuera de 31 asignaturas presentadas al RAE, la Universidad de Swansea sacó el mejor resultado en 17 áreas, y primero o segundo lugar en 24 áreas.
| El área de investigación en que la Universidad de Swansea es la mejor en Gales |
| ------------------------------------------------------------------------------ |
| Profesiones y Estudios Sanitarios Aliados (Biomedicina)                        |
| Estudios Americanos y Estudios de Áreas Anglófonas                             |
| Ingeniería Civil                                                               |
| Clásicas, Historia Antigua, Estudios Bizantinos y de la Grecia Moderna         |
| Ciencias de la Computación                                                     |
| Estudios de Desarrollo                                                         |
| Economía y Econometría                                                         |
| Francés                                                                        |
| Investigación de los Servicios Sanitarios                                      |
| Alemán, Holandés y los Idiomas Escandinavos                                    |
| Ingeniería General e Ingeniería de Minerales y Minería                         |
| Historia                                                                       |
| Italiano                                                                       |
| Idiomas Iberios y Latinoamericanos                                             |
| Metalurgia y Materiales                                                        |
| Física                                                                         |
| Matemáticas Puras                                                              |
| Asistencia social y Política y Administración Sociales                         |

Los intereses de la investigación reciente incluyen ser parte del intento de batir el récord mundial de velocidad sobre la tierra de Bloodhound SSC en el área de la Dinámica Calculadora Líquida y diseño Aerodinámico. La universidad fue también un socio clave en el intento exitoso de Thrust SSC de batir el récord de la velocidad sobre la tierra.
La universidad tiene una conexión con el CERN (Organización Europea para la Investigación Nuclear). En el CERN, el personal de la universidad formó parte del primer equipo para crear antihidrógeno y luego atraparlo. El líder actual del proyecto Gran Colisionador de Hadrones es un antiguo alumno, el doctor Lyn Evans.

## Campus

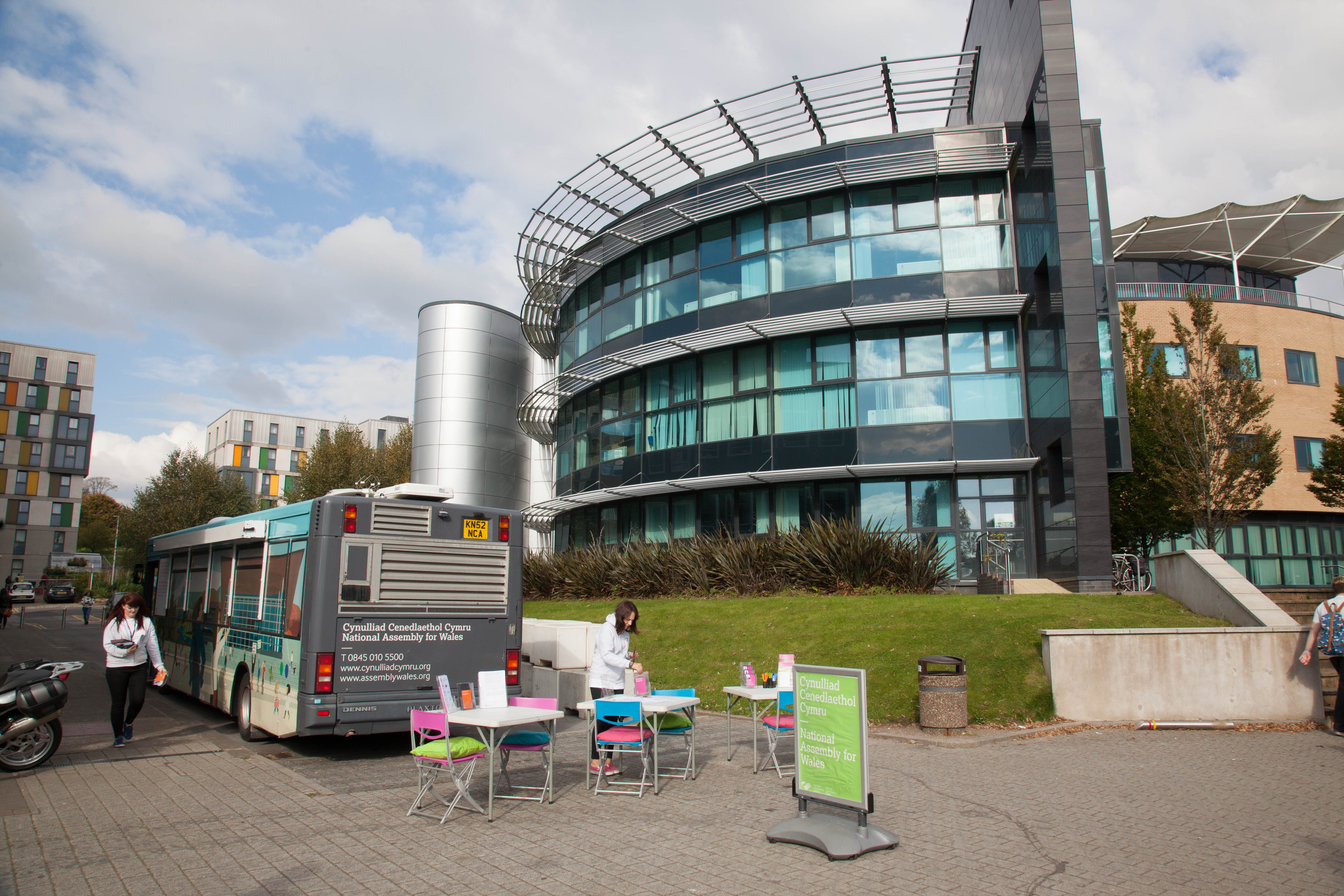
Campus universitario Singleton Park, 2015

La mayoría de los edificios universitarios están en el Campus de Singleton, que se ubica en el Parque de Singleton, al lado de la Bahía de Swansea. El campus también incluye el Pueblo Deportista que está muy cerca y el Pueblo Estudiantil de Hendrefoelan, que queda a 2,5 millas.

### Biblioteca
La biblioteca y los Servicios de Información de Swansea proporcionan un servicio bibliotecario, de carreras e informáticas. El edificio de la biblioteca principal y el Centro de Información, que se encuentra en el campus de Singelton, tiene más de 800.000 libros y publicaciones periódicas, junto con una gran variedad de recursos electrónicos que incluye más de 23.000 publicaciones electrónicas. Hay más de 1.000 espacios para estudiar, y casi la mitad tienen ordenadores conectados a la red. El Sistema de Información Bibliotecaria logró el Charter Mark (Un premio para excelencia de atención al cliente) en 2006.
La Biblioteca y Centro de Información también tiene grandes colecciones de archivos, basado en la Colección de Cuencas Mineras de Gales del Sur, varios textos de escritores galeses escritos en inglés y la Colección de Richard Burton, que fue donada recientemente por la esposa de Burton, Sally. Se espera que la colección formará el eje de un recurso de aprendizaje dedicado a la vida del actor y su trabajo.
Los desarrollos recientes incluyen una gran extensión en las horas de apertura, la instalación de cafetería de la cadena Costa en la Zona para Estudiar en Grupos y la transferencia de los bienes de la Biblioteca de la Enfermería del Hospital de Morriston a la Biblioteca y Centro de la Información.

### Polideportivo
El polideportivo de la Universidad de Swansea está situado cerca del campus principal en el lado occidental de Sketty Lane. El polideportivo de la universidad está separado de los campos de juego del Rey Eduardo V que están adyacentes al oeste. La universidad usa el polideportivo para sus licenciaturas de deporte además del recreo general de los estudiantes. Las instalaciones incluyen el La Piscina Nacional Galesa, una pista de carreras interior con 6 carriles, el gimnasio, el vestíbulo de deportes, los campos de tenis, las pistas de squash y un muro de escalada. Las instalaciones exteriores incluyen una pista de carreras con 8 carriles y campos de juego de rugby, fútbol, el lacrosse y cricket con luz artificial.

### Xtreme Radio 1431AM
Xtreme Radio es la emisora de radio de la Universidad, dirigida por estudiantes. Se fundó en noviembre de 1968 como Action Radio, resultando que sea la tercera emisora estudiantil más antigua en el RU y la más antigua de Gales. Transmite a varias áreas alrededor de campus, y de la ciudad de Swansea en 1431AM y en internet. La estación pone una gran variedad de música, además de tener varios programas especialistas incluso programas de conversación y deporte.

### Museo de Antigüedades Egipcias (Centro Egipcio)
Situado dentro del edificio Taliesin, el Centro Egipcio es un museo de antigüedades egipcias abierto al público. Hay más de 4000 artículos en la colección. La mayoría lo coleccionó el farmacéutico Henry Wellcome. Otros llegaron a la universidad de lugares como: el Museo Británico; el Museo Real de Edimburgo; Los Museos y Galerías Nacionales de Gales en Cardiff; el Museo y Galería de arte Real de Albert y DE donantes privados también.
El personal de Centro Egipcio da charlas con grupos del museo y otras organizaciones externas sobre amplificar la participación en museos universitarios; la inclusión social y trabajar de voluntario. Los colegios locales nos visitan frecuentemente para participar en unas series de eventos estimulantes e interactivos.

### Alojamiento estudiantil
La Universidad de Swansea proporciona aproximadamente 3.400 lugares en las residencias universitarias y tiene el objetivo de ofrecer alojamiento a más de 98% de nuevos estudiantes de los que lo solicitan. El alojamiento está también disponible para todos los estudiantes Posgrados Internacionales.
La Universidad de Swansea mantiene las residencias dentro y fuera del campus y en el Pueblo Estudiantil de Hendrefoelan que fue construido especialmente. Varias nuevas residencias fueron completadas en 2004 y en 2008.
Hay también varias propiedades mantenidas por la universidad en los barrios de Uplands y Brynmill de la ciudad.

### Pueblo Estudiantil de Hendrefoelan
El Pueblo Estudiantil de Hendrefoelan es la residencia más grande de la universidad donde viven 1.644 estudiantes en alojamiento sin servicio de comida. La propiedad de Hendrefoelan está a 2,5 millas del campus, justo al lado de la arteria principal desde Swansea hacia Gower. Se encuentra entre bosque maduro con áreas abiertas de hierba. El campus tiene un mini-supermercado, una lavandería, un bar y una cafetería. Autobuses van desde el campus hacia la universidad, el centro de la ciudad, el Estadio de Swansea y varios hospitales de la ciudad. El campus está cerca del centro comercial de Killay.
editar Residencias en el campus.
Hay nueve residencias que alojan a alrededor de 1.226 estudiantes. Las residencias ofrecen habitaciones sin servicio de comida, y algunas también dan comidas. Hay habitaciones estándares y en-suite también. Tres de estas residencias (Caswell, Langland y Oxwich) se construyeron en 2004 y las residencias originales (Kilvey, Preseli, Rhossili y Cefn Bryn, que antes se conocía como Sibly, Lewis Jones, Mary William Annexe y Mary William respectivamente) se han restaurado en los últimos años. Penmaen y Horton son las adiciones más nuevas a las residencias del campus, y proporcionan 351 habitaciones con servicio de comida y en-suite. Muchas habitaciones tienen vistas de la bahía o del parque.

#### Tŷ Beck / Beck House
Seis grandes petit hôtels de estilo victoriano se sitúan en el barrio de Uplands, aproximadamente a una milla del campus de Singleton. La mayoría de ellos proporcionan cuartos para posgraduados y estudiantes con familias, además de para estudiantes extranjeros de intercambio.

## Desarrollos Recientes
.]]

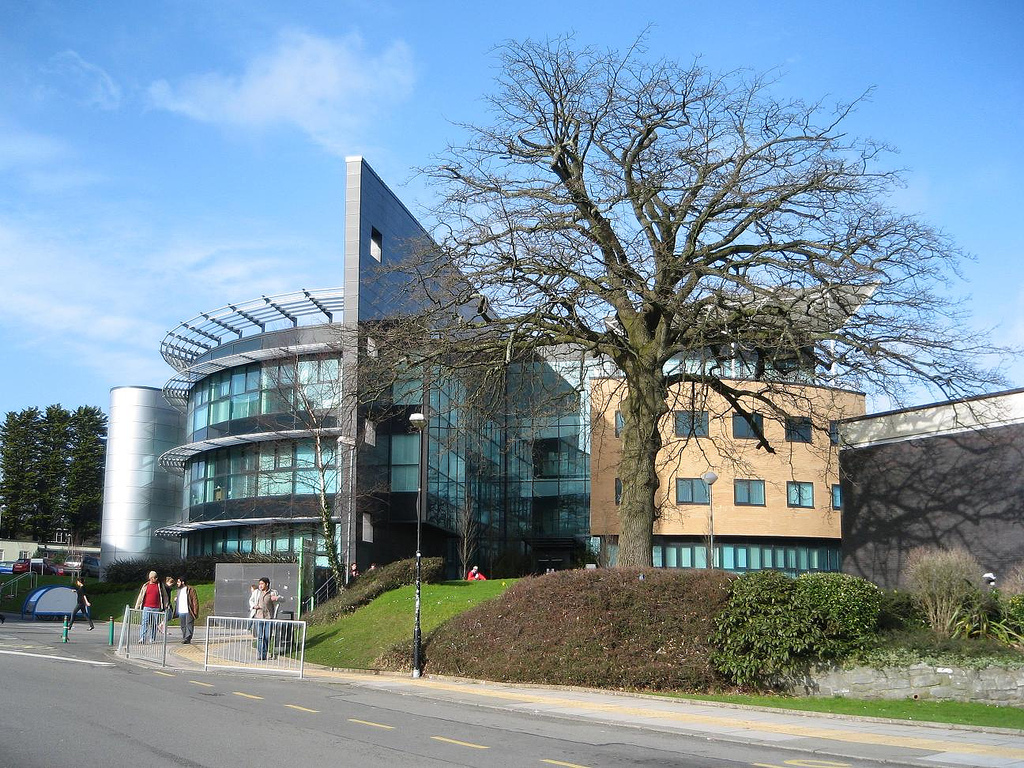
El Digital Technium alberga la cueva de realidad virtual más avanzada de Gran Bretaña.

La Universidad ha cambiado su organización en los últimos años, áreas populares como Historia, Inglés, Geografía y Ciencias de la computación han amplificado, pero han cerrado los departamentos de Sociología y Antropología, y de Filosofía. El departamento de Química también ha dejado de aceptar nuevos estudiantes universitarios, aunque siga llevando a cabo investigaciones y enseñanza de los posgraduados. También se propone cortar más de 50% del departamento de idiomas modernos y extranjeros que ha resultado en protesta. Las adiciones recientes incluyen Ingeniería Aeroespacial además de una asociación con la Universidad de Cardiff para proporcionar una carrera acelerada de cuatro años de nivel para licenciados de medicina (MB BCh) en Swansea que se inició en 2004. En 2007 la Universidad de Swansea fue concedida este curso de cuatro años para sí mismo.
La división del oeste de Gran Bretaña de la Conferencia Internacional para el Estudio del Pensamiento Político se trasladó al departamento de la Política y Relaciones Internacionales de la Universidad de Exeter antes en 2006.[ se citación]
En julio de 2007 el Instituto de Ciencias biológicas (ILS - su sigla inglesa Institute of Life Science) que vale £52 millones abrió como el ramo de investigación de la facultad de medicina de la universidad. El ILS se encuentra en un edificio de seis pisos que aloja los laboratorios, viveros de empresas y una supercomputadora Blue C de IBM. La supercomputadora se utiliza para proyectos como análisis intensivo-numéricamente de genomas virales, el modelo epidemiológico y análisis de bases de datos clínicos sobre genética de la susceptibilidad de la enfermedad. En julio de 2009, se anunció una expansión del ILS con una inversión de £30 millones por parte de la Universidad de Swansea, la Asamblea Nacional de Gales, la Unión Europea y El Consejo Universitario de Salud de Abertawe Bro Morgannwg. El segundo ILS tiene fecha para finalización en el verano 2011 ILS2 tiene fecha de finalización en verano de 2011.
En noviembre de 2007, la universidad anunció una colaboración con Navitas para fundir una Escuela Internacional - Escuela Internacional de Gales Swansea para proporcionar programas preparatorios, carreras de primer curso y programas de preparación para el máster. La primera matrícula fue en septiembre de 2008.

### Boots Centro de Innovación

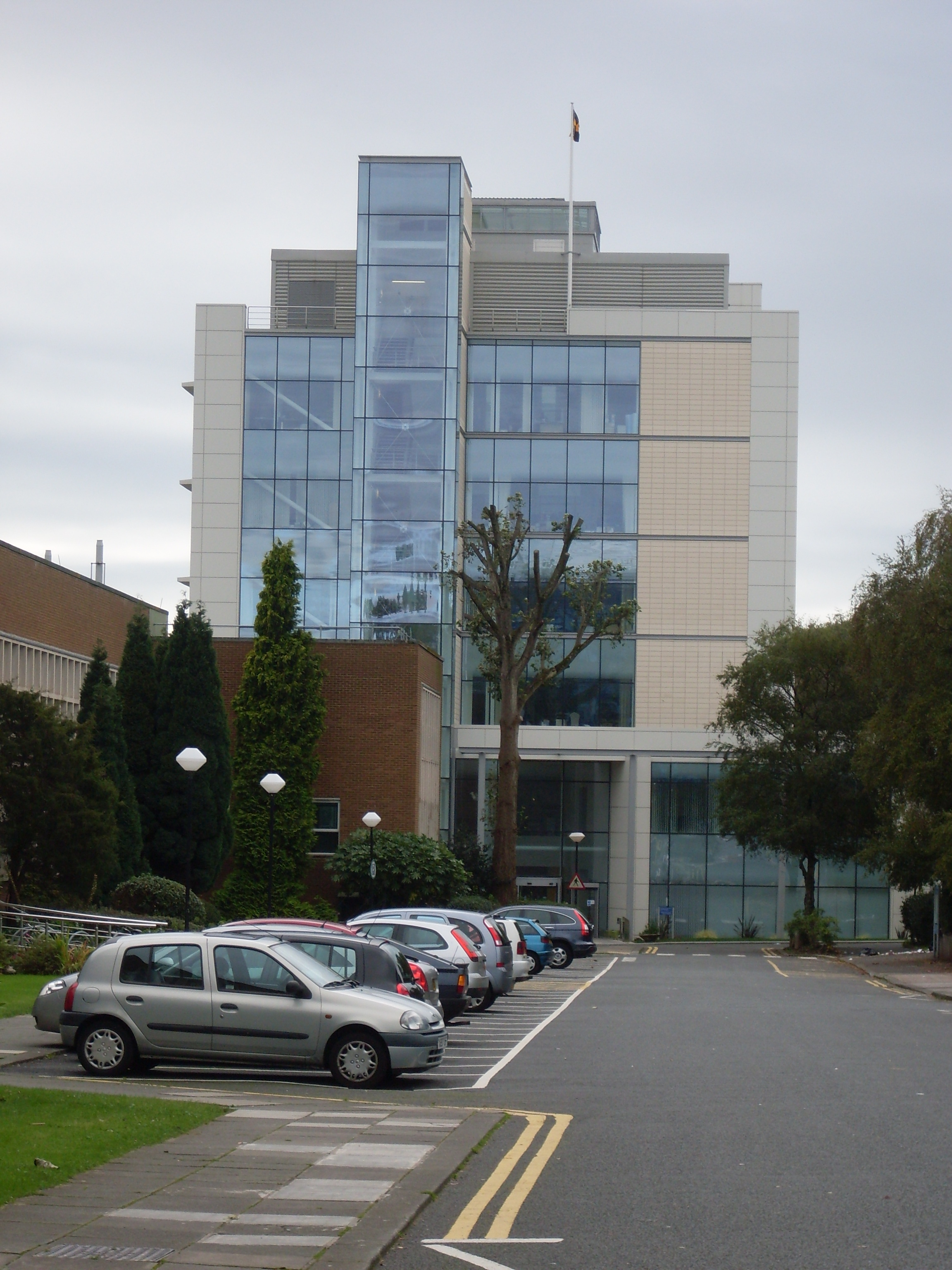
El Edificio de ILS contiene el Boots Centro de Innovación y la Supercomputadora Blue-C de IBM

Boots Centro de Innovación se fundó en abril de 2007 como una asociación sin fines de lucro entre La Farmacia de Boots, Longbow Capital, la Universidad de Swansea y la Asamblea Nacional de Gales. El Centro fue creado para trabajar en estrecha colaboración con nuevas empresas o inventores solitarios para desarrollar nuevos productos innovadores y tecnologías dentro de los sectores de la salud y la belleza, y para lanzar finalmente nuevos productos para consumidores para poner en las estanterías de las tiendas de Boots. 

### Expansión del campus
En las pruebas de forma escrita presentadas a la Comisión de Empresas y Aprendizaje de la Asamblea Nacional de Gales en enero de 2008, la universidad dijo que "iba por una etapa avanzada de discusión" acerca de construir un nuevo Campus de Innovación en otro sitio. El nuevo campus podría alojar la Ingeniería, Informáticas, Telecomunicaciones, las facultades de Derecho y Empresariales, y una gama de instalaciones de investigación y pruebas para compañías pequeñas y grandes. Una propuesta es el desarrollo de un sitio de 100 acres (0,40 km²) cerca de la calle Fabian Way por Crymlyn Burrows.

## Clasificación Universitaria
En la clasificación del periódico The Times de 2008 de las 100 universidades mejores Swansea está clasificado como la 46 mejor del RU, por encima de su posición de 50 en 2004 pero abajo de 42 en 2005. La universidad recibió el premio del Suplemento de Educación Superior de The Times por proporcionar la mejor experiencia estudiantil  del RU Sin embargo, el estudio lo criticaron algunos, porque lo llevó a cabo la Comisión de Estudiantes, que resulta que la muestra fuera auto seleccionada y por lo tanto poco científico. La universidad también se clasifica como una de las 500 universidades principales del Mundo, en lugar 401 de 500 en el Ranking Universitario Mundial de la Universidad de Shanghái Jiao Tong de 2006. Además, la Clasificación Universitaria Mundial del Suplemento Educación Superior de The Times de 2008 clasifica a Swansea como 347 en el mundo, por encima del 401 de 500 en 2007. El periódico The Guardian clasificó la universidad como 83 en liga de todas instituciones.
La Guía de Buenas Universidades de The Times de 2005 pone Swansea en segundo lugar, después de Cambridge de 45 universidades para Ingeniería Civil. Según la última evaluación nacional de investigación, el departamento de la Ingeniería Civil de Swansea se clasifica como segundo del RU por debajo de Cambridge, pero por encima de sus rivales Imperial College de Londres, Cardiff, Bristol, Southampton, Bath y Sheffield. Sólo Swansea y Cambridge tienen derecho a la nueva valoración de seis estrellas que ahora se aplica al sistema de calificación inglés.

## Exalumnos distinguidos

### Ciencia, Ingeniería y Tecnología
- Sir Terry Matthews OBE empresario tecnológico
- Doctor Lyn Evans, CBE (CBE = Comandante del Imperio Británico), Líder de Proyectos, Gran Colisionador de Hadrones, Organización Europea para la Investigación Nuclear
- Alan Cox (compartido con la Universidad de Gales, Aberystwyth), pionero de Linux
- Robin Milner, Experto en Computación
- Catedrático Olgierd Zienkiewicz, el pionero de métodos de cómputo para la ingeniería
- Colin Pillinger CBE, Científico Planetario
- Andy Hopper CBE FRS (Royal Society - una sociedad para el avance de ciencia natural), el cofundador de Ordenadores Acorn S.A.
- Sir John Meurig Thomas, químico
- Sam Seaton, Oficial de Marina, MBE (Miembro de la Orden del Imperio Británico)

### Negocios
- Martin Coles, Presidente de Starbucks Café Internacional
- Richard Sutton, empresario.
- Josh Pike

### Política
- Sylvia Cura, una antigua diputada y Portavoz de Diputados de la cámara de los comunes
- Lord Anderson de Swansea, antiguo diputado
- Peter Black, AM (miembro de la Asamblea Nacional de Gales) de Gales del Sur al Oeste
- Andrew Davies, AM de Swansea al oeste y antiguo ministro de Finanza y servicio público, Asamblea Nacional de Gales
- Hywel Francis diputado, Aberavon
- Sian James, el diputado para Swansea al Este
- Val Lloyd, AM de Swansea al Este
- Anne Main, diputado de St Albans
- Rod Richards, antiguo diputado de Clwyd al noroeste y antiguo AM Gales al norte
- Mark Tami, diputado de Alyn y Deeside
- Olga Sánchez Cordero, exministra de la Suprema Corte de Justicia de la Nación de México y exsecretaria de Secretaría de Gobernación (México)
- Ian Bone, Anarquista y el fundador del periódico Class War (Guerra de Clase en inglés))

### Academia
- Geoffrey Thomas, el presidente de la escuela Kellogg, Oxford
- Andy Hopper CBE FRS, director de informática de la Universidad de Cambridge.
- Dame catedrática Jean Thomas, primera maestra femenina, Facultad de St Catharine, Universidad de Cambridge
- Catedrático Colin H. Williams sociolinguísta
- D.Z. Phillips, filósofo
- Sarah Lyons, primera licenciada femenina (1941)
- Jon Latimer, historiador

### Deportistas
- Rob Howley, jugador de rugby de la selección galesa y Lions Británicos e Irlandeses
- Alun Wyn Jones, jugador de rugby de la selección galesa
- Simon Jones, jugador de cricket de Inglaterra y Hampshire
- Ian Hammond, medalla de bronce en la marcha de 20 kilómetros en los juegos olímpicos de Montreal, en 1976
- John McFall, esprínter en los juegos paralímpicos
- Benjamin Graham, antiguo jugador de fútbol americano
- Dwayne Peel, jugador de rugby de la selección galesa
- Mike Hooper, antiguo portero de Liverpool
- Daniel Caines, atleta
- Robert Yabsley, poseedor del récord mundial del salto con una pierna 100 metros
- Stephan Paustian-Bulmer, jugador del equipo de balonmano de la selección británica de menores de 21 años.

### Artes
- Annabelle Apsion, actriz cinematográfica y de televisión
- Richey Edwards y Nicky Wire de la banda de rock Manic Street Preachers
- Jonathan Hill, presentador de Gales esta noche (telenoticias de Gales) de ITV Gales
- Paul Moorcraft, escritor
- Stuart Forster, periodista y fotógrafo de viajes
- Chris Roberts, autor de Heavy Words Lightly Thrown: The Reason Behind the Rhyme
- Charlie William, autor de The Mangel Trilogy
- Liam Dutton, meteorólogo de la BBC
- Sarah Hendy, presentadora de televisión de Price-drop TV y E4 Music
- Mavis Nicholson, presentadora de televisión
- Urien Wiliam, novelista y dramaturgo en el idioma galés
- Nicholas D. Tonelero, actor inglés
- Gavin Ford, doble de acción de 'Predators'